# くりでんレールバイク乗車会
くりでんレールバイク乗車会（くりでんレールバイクじょうしゃかい）は、宮城県栗原市若柳で毎年春から秋にかけて、主に日曜日に不定期に開催される、レールバイクで廃線跡を走行するイベントである。ただ単にレールバイク乗車会と呼称されることもある。

## 概要
2007年（平成19年）に廃線となったくりはら田園鉄道線（愛称:くりでん）の廃線跡に残る軌道を活用し、後世に歴史を伝えようと、くりでん保存愛好会が開催しているイベントで、田園風景の中をレールバイクで、ガタンゴトンという音を聞きながらの列車のような走行が楽しめる。会場の起点となる旧若柳駅には、子ども用の複合遊具もある「くりはら田園鉄道公園 芝生広場」があり、家族揃って楽しめるように工夫されている。事前予約制だが空きがあれば、当日予約なしでも会場で受け付けて乗車することも可能。漕ぎ手が足りない場合はボランティアの漕ぎ手を要請することもできる。栗原市マスコットキャラクター「ねじり ほんにょ」が参加することもある。折り返し地点で、係の人が転車（レールバイクの向きを180度変える。）し、往復走行で出発地点に戻れるようになっている。

## 沿革
- 2014年（平成26年）4月 - 初回開催[3]。

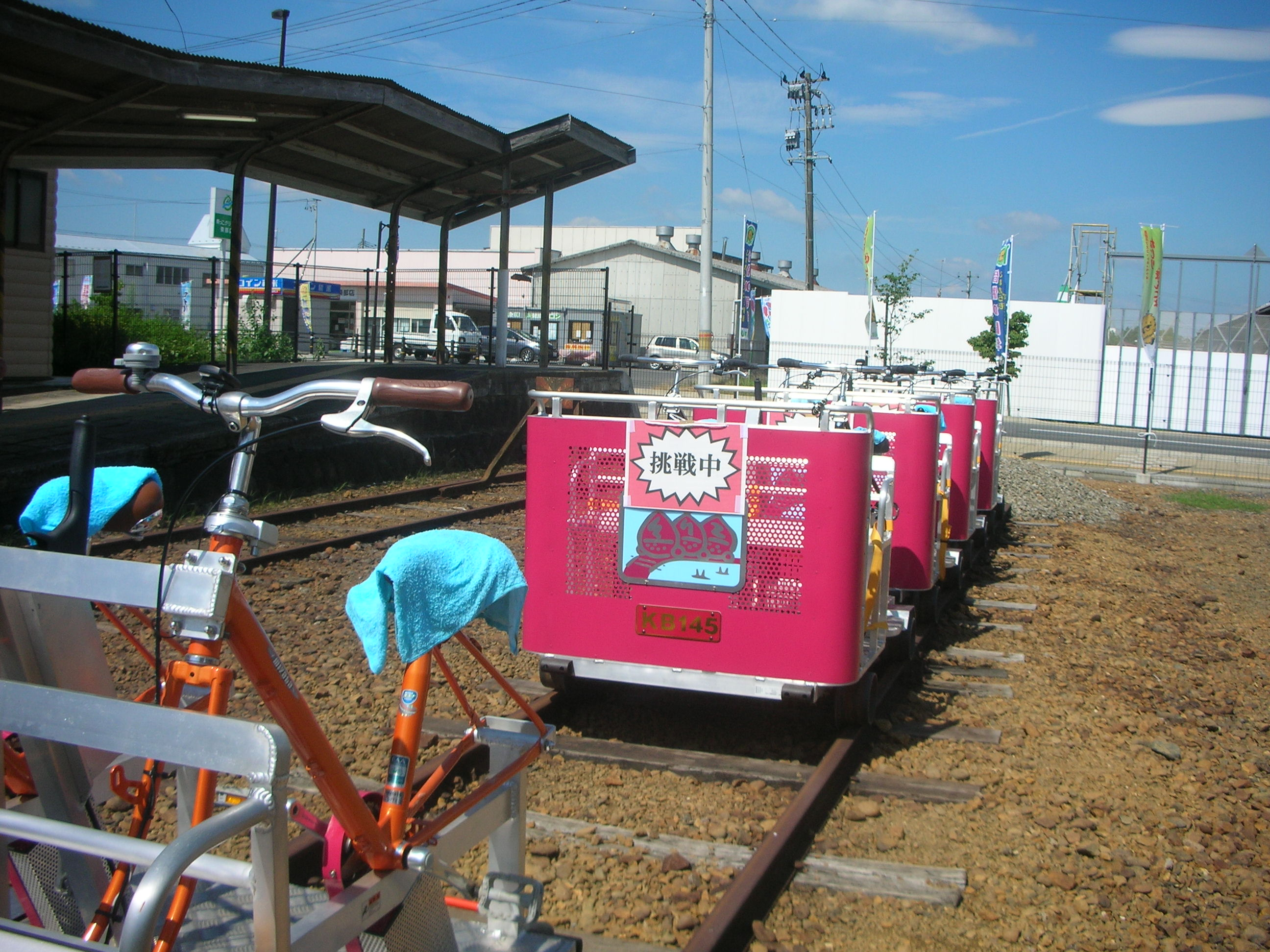
待機中のくりでんレールバイク

## レールバイク仕様
- 屋根のないオープンカーで車輪は4つ。2人漕ぎ4人乗りで、後部座席の2人が自転車のようにペダルを漕ぎながら進んでいく。
- 前の座席は低く配置されており、乗車した4人全員が前方を見渡せるようになっている[4]。

## 走行コース

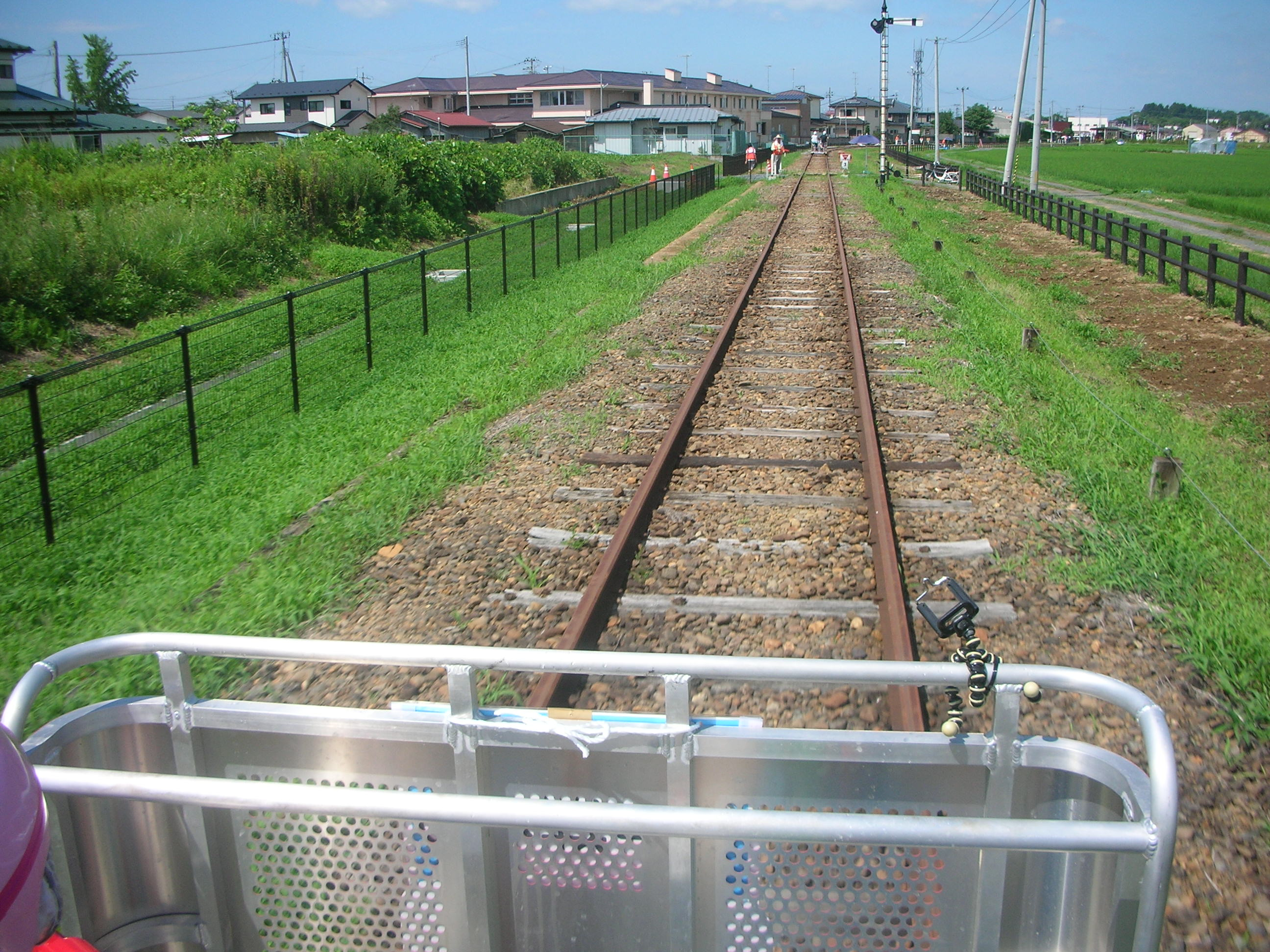
くりでんの線路

イベント予定表に従って、300mと900mの２つのコースがある。
- 300mコース　片道300mの区間を往復する。予約不要でイベント当日の先着順で乗れる。
- 900mコース　片道900mの区間を往復する。事前予約優先で、便に空きがある場合に限り、乗車可能[5]。

## 走行スケジュール
毎年、4月頃から11月頃にかけて、主に日曜日に不定期に行われる。栗原市役所・企画課がイベント情報を出している。
- 午前9時半頃 - 午後3時頃（変動あり）1日当たり、数便（例:8 -10回、変動あり）、1便あたり最大レールバイク5台[1]
- 所要時間/1便あたり　20分 - 30分かかる。

## 会場
- 〒989‐5501　宮城県栗原市若柳字川北塚ノ根17‐24（旧くりはら田園鉄道 若柳駅）[1]

## 主催
- くりでん保存愛好会
- 栗原市役所/企画課（0228-22-1125）

## 周辺
- くりはら田園鉄道公園（くりでん鉄道公園）…芝生広場がある。
- 宮城県道4号中田栗駒線
- 若柳大橋
- 迫川
- くりはら田園鉄道本社
- 栗原市若柳総合支所
- 若柳郵便局
- 若柳警察署
- 若柳分署
- 若柳総合文化センター
- 宮城県迫桜高等学校
- わかやなぎ農産物直売所くりでん…新鮮野菜の販売、はっと定食などのメニューのある食堂、地元特産品などの展示販売あり

## アクセス
- 東北自動車道築館ICより車で約25分
- 東北自動車道若柳金成ICから車で約10分
- JR東日本東北本線石越駅より車で6分、路線バスで約10分、「銀行前」下車
- JR東日本東北新幹線くりこま高原駅より車で20分
- 仙台駅前(さくら野前)から東日本急行の登米市役所前行で約1時間15分、「若柳くりでん資料館前」下車
- 駐車場 無料

## 料金
- 無料
- 雨天の場合 中止（予約の場合、本人に連絡）